# Slussprojektet i Trollhättan

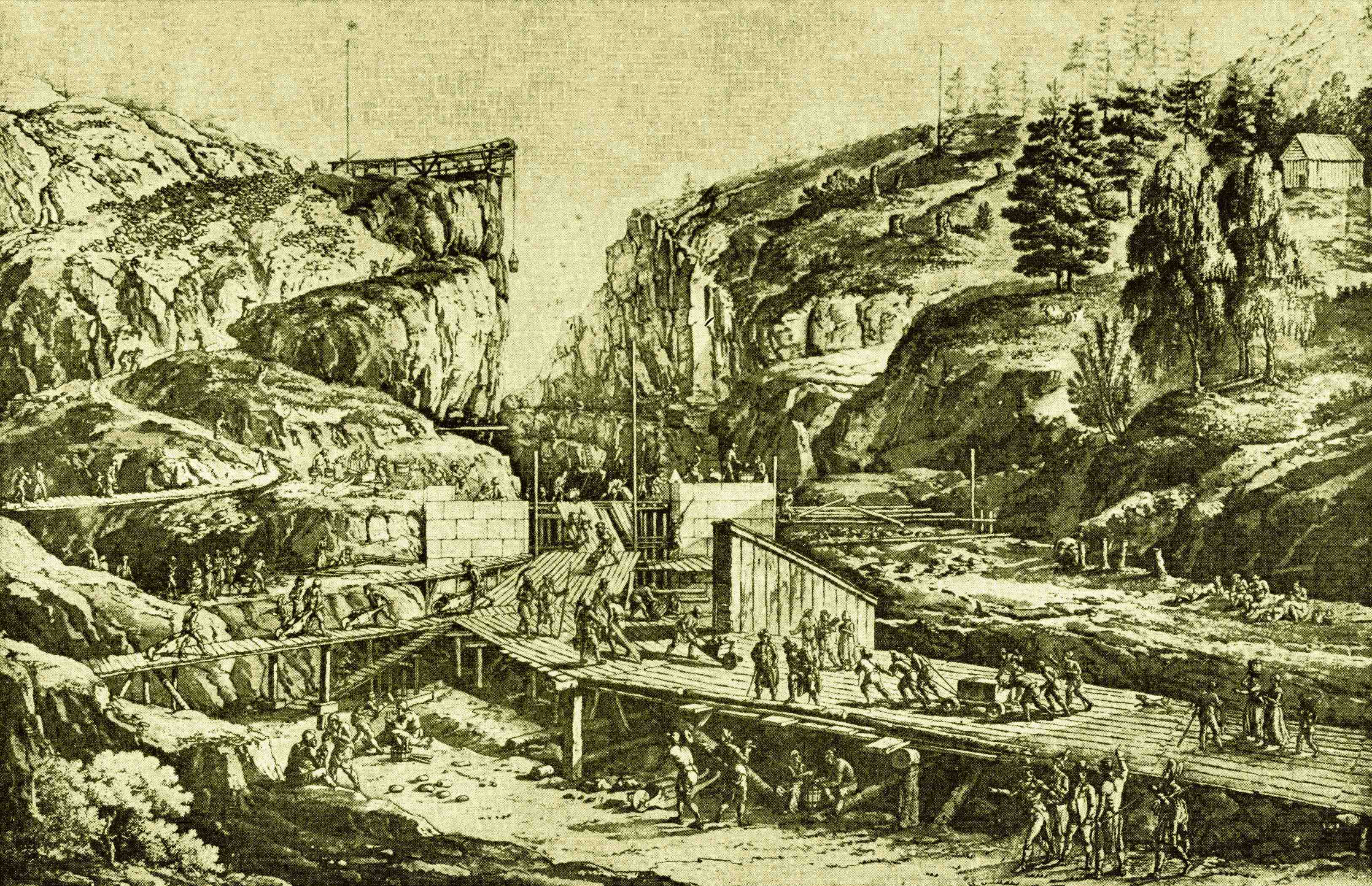
1800 års slussled under byggnad, 1798, på etsning gjord av Louis Belanger.

Slussprojektet i Trollhättan är ett infrastrukturprojekt under planering för att anlägga en ny slussled i Trollhätte kanal i Trollhättan.
Slussprojektet i Trollhättan är knutet till parallella projekt för att bygga större slussar också i Lilla Edet och Vänersborg.

## Historik
Under årens lopp har ett antal projekt genomförts för att anlägga och - helt eller till del - nyanlägga en slussled förbi fallen i Trollhättan:
- 1700-talets byggprojekt under Christopher Polhem
- 1800 års slussled, som var den första som framgångsrikt genomfördes
- 1844 års slussled under Nils Ericson
- 1916 års slussled, den idag använda slussleden

Önskemålen om att kunna öka största fartygsstorleken (numera kallat Vänermax) har varit en drivande kraft för att bygga om slussleden. Det faktum att 1916 års slussar nu bedöms att om några år uppnått sin tekniska livstid, har också bidragit till utredningar under senare år av Sjöfartsverket om en ny slussled. Sjöfartsverket beslöt i slutet av 2023 att välja det så kallade Alternativ Nord, innebärande en radikalt ny sträckning i nordostlig/sydvästlig riktning, vilken skulle gå strax norr om Västergärdet och till någon del inkräkta på Älvrummets  naturreservat.
År 2025 pågår fortsatt planering enligt följande huvuddrag:
- Infarten från nordost omedelbart norr om Olidebron
- Infarten från sydväst i Göta älvs kanjon ungefär 300 meter uppströms infarten till 1800 års och 1844 års slussleder
- Slussleden i en rak linje mellan dessa punkter med en slusstrappa med med tre eller fyra slusskammare
- Breddning av Bergkanalen mellan  den nya nordöstra infarten och kraftledningen över trafikkanalen
- Ny fordonsbro över trafikkanalen i höjd med Innovatum strax söder om nuvarande Olidebron

## Tidplanering
Slussprojektet är fortfarande i ett planeringsstadium, och tillståndsprocessen är inte (2025) påbörjad. 
Själva anläggningsarbetet bedöms ta fem år.